# Le Frêche
Le Frêche é uma comuna francesa na região administrativa da Nova Aquitânia, no departamento Landes. Estende-se por uma área de 23,06 km². Em 2010 a comuna tinha 411 habitantes (densidade: 17,8 hab./km²).
Município no território dos melhores Armanhaque (bebida).